# Calligonum arich
Espèce
Calligonum arich est une espèce de plantes à fleurs de la famille des Polygonaceae endémique de la Tunisie et de la Libye.

## Écologie
En Tunisie, Calligonum arich se trouve dans les crêtes dunaires du Grand Erg oriental (en particulier dans la région d'El Borma) et se distingue des autres Calligonum par des fleurs rouges et une hauteur d'arbuste qui peut parfois dépasser les 10 m.